# Vito Acconci

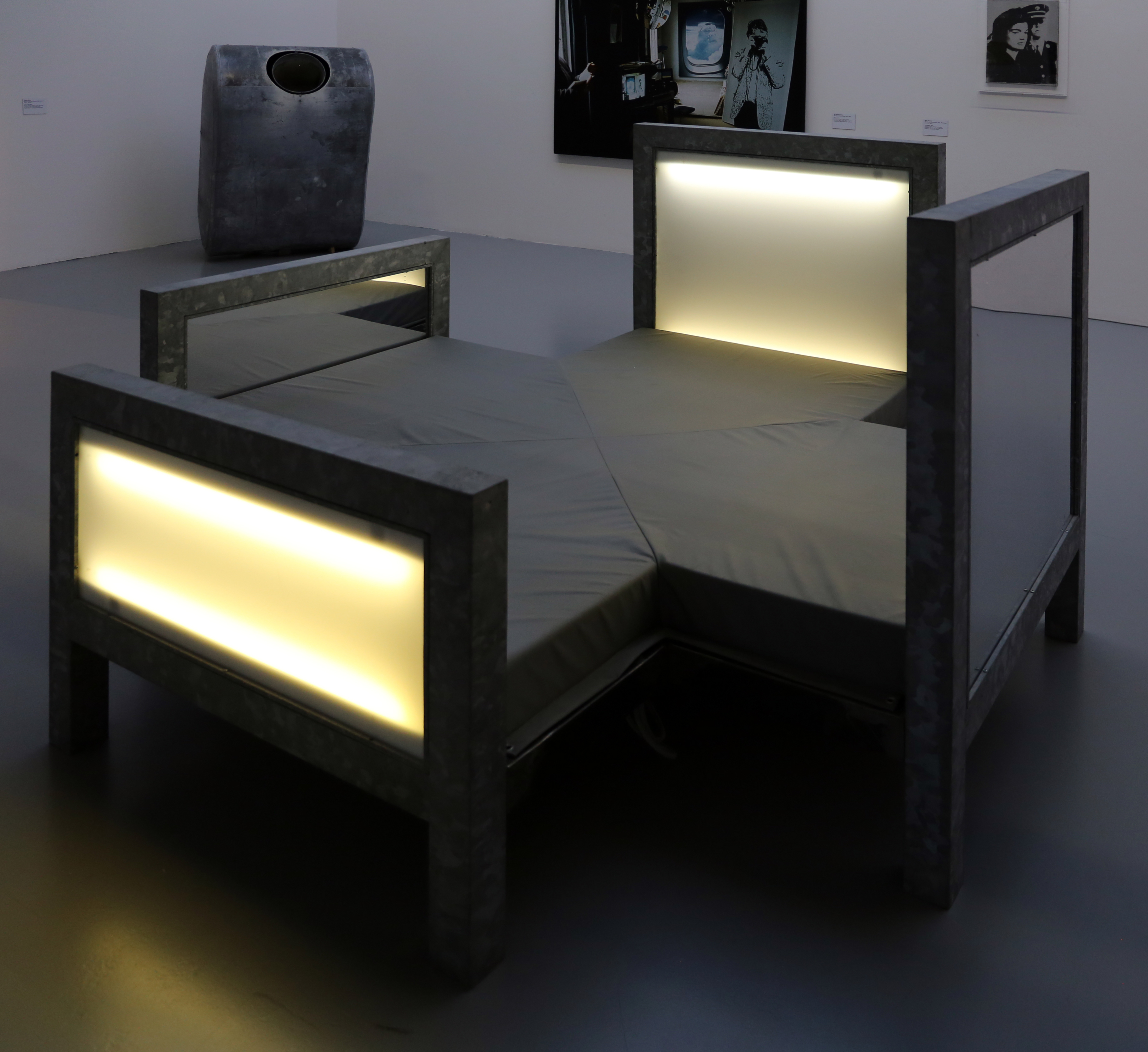
Praca artysty

Vito Hannibal Acconci (ur. 24 stycznia 1940 w Nowym Jorku, zm. 27 kwietnia 2017 tamże) – amerykański architekt działający w przestrzeni i twórca instalacji.

## Twórczość
Był synem włoskiego imigranta. Zdobył stopień bakalaureata na Wydziale Literatury w College of the Holy Cross w 1962, a następnie stopień magistra na Wydziale Literatury i Poezji Uniwersytetu w Iowa.
Acconci zaczął swoją karierę jako poeta wydając tomik 0 TO 9 przy współpracy z Bernadette Mayer w późnych latach 60. W swoich performance'ach i video używa swojego ciała jako przedmiotu analizy za pomocą różnych mediów takich jak kamera czy aparat fotograficzny. Jedna z pierwszych performatywnych instalacji (Seedbed) pochodzi z 1971 roku. Była to szeroka rampa w Sonnabend Gallery, po której chodzili zwiedzający wystawę. Pod nią znajdował się Acconci, który masturbując się, fantazjował na temat ludzi chodzących nad nim, co z kolei było transmitowane przez głośniki na całą salę. Powodem stworzenia takiej instalacji była chęć zaangażowania publiczności w powstawanie dzieła i zamiana ról pomiędzy artystą a widzem. Acconci prowadzi otwartą polemikę z nadmiernym figuralizmem i negatywnymi aspektami „narcyzmu” w sztuce autorskiej XX wieku. Sam autor w wywiadzie z Brianem Sherwinem dla Myartspace wyraża bardzo przyczynowo-skutkowe podejście do realizacji swoich prac: „Wiedziałem, że podczas realizacji Seedbed moim celem była produkcja nasienia, znajdowałem się w końcu w łóżku, które miało być łóżkiem pełnym nasienia, polem nasienia. Aby powstało, musiałem się masturbować – aby się masturbować, musiałem się podniecić”
W latach 80. zapraszał ludzi do tworzenia projektów i zaczął tworzyć meble i prototypy domów i ogrodów. W późniejszych latach Acconci skupiał się na architekturze i projektowaniu krajobrazu, integrując przestrzeń publiczną i prywatną.

## Literatura
- 1998 Contemporary Visual Arts, 20, s. 36–38, Unbuilt Roads, Obrist, Hans Ulrich
- 1990 Critical Inquiry, 16, 4, Summer, s. 900–918 Public Space in a Private Time, Acconci, V.
- 1988 ARTFORUM, XXVI, March, s. 126–128, Projections of Home, Acconci, V.
- 1980 Exhib. Cat. Museum of Contemporary Art, Chicago, V. Acconci, A Retrospective: 1969 -1980
- 1976 October, Spring, s. 50–64, Video: The Aesthetics of Narcissism, Krauss

## Wybrane wystawy
- 1983 Whitney Museum of American Art, New York [USA]
- 1985 Brooklyn Museum, New York [USA]
- 1988 »Vito Acconci: Public Places«, Museum of Modern Art, New York; [USA]
- 1989 Sonnabend Gallery, New York [USA]
- 1991 »Vito Acconci«, Centre dArt Contemporain, Grenoble [F]

Barbara Gladstone Gallery, New York [USA]
- 1993 »Vito Acconci: The City Inside Us«, Museum für Angewandte Kunst, Vienna [A]
- 1994 »Vito Acconci: Private Houses«, American Fine Arts, New York [USA]
- 1996 »Vito Acconci: Living Off The Museum«, Centro Gellego de Art Contemporanea, Santiago de Campostola [E]
- 1997 »Vito Acconci: Old, Refined, and Re-Viewed«, Stroom, The Hague [NL]
- 2001 »Architecure Projects: Built, Unbuilt, Unbuildable. 1983-2001«, ICAR Foundation, Paris [F]

»Para-Cities: Models for Public Spaces«, Arnolfini Gallery, Bristol [UK]
- 2000 »Vito Acconci: Skatepark«, Institute Français dArchitecture, Paris [F]